# Attischer Zoologischer Park
Koordinaten: 37° 58′ 46″ N, 23° 54′ 40″ O
Der Attische Zoologische Park (griechisch Αττικό Ζωολογικό Πάρκο) ist ein Zoo mit etwa 2000 Tieren aus ca. 400 Arten. Er befindet sich auf einem 20 Hektar großen Gelände östlich von Athen. Es ist der einzige zoologische Park seiner Art in Griechenland.

## Lage
Der Attische Zoologische Park befindet sich ca. 15 km östlich des Athener Stadtzentrums sowie ca. 5 km nordwestlich des Flughafens Athen-Eleftherios Venizelos auf dem Gebiet der Gemeinde Spata-Artemida.
Mit öffentlichen Verkehrsmitteln ist der Zoo über die Buslinie 319 zu erreichen. Diese pendelt im halbstündigen Rhythmus zwischen dem Zoologischen Park und der zur U-Bahn-Linie 3 gehörenden Station Doukissis Plakentias der Metro Athen.

## Geschichte des Zoos
Der Attische Zoologische Park nahm seinen Betrieb im Mai 2000 auf. Zu diesem Zeitpunkt handelte es sich um einen reinen Vogelpark, welcher mit 300 verschiedenen Vogelarten und insgesamt 1100 Vögeln der weltweit drittgrößte Park seiner Art war. Ferner wies der Park bei Eröffnung für Kinder einen Bauernhof-Themenbereich mit den hierfür typischen Tieren sowie drei begehbare Großvolieren auf.
In den folgenden Jahren wurde das Angebot des Tierparks um mehrere Themenkreise erweitert. Im Wesentlichen handelt es sich hierbei um nachstehende Erweiterungen:
- April 2001: Die Welt der Reptilien
- Sommer 2002: Griechische Fauna mit in Griechenland anzutreffenden seltenen Tierarten
- Februar 2003: Afrikanische Savanne
- Juni 2003: Affenbereich
- Dezember 2004: Abschluss der Baumaßnahmen im Bereich für Großkatzen und Erweiterung des Themenbereichs Afrikanische Savanne
- Anfang 2005: Affenwald, in dem Besucher sich im gleichen Bereich aufhalten können wie die Affen
- März 2008: Cheetah Land sowie Bereiche für Schimpansen und Gibbons
- April 2008: Wüstenbereiche

Im Mai 2010 wurde das Angebot an zu betrachtenden Tieren um zwei Weiße Nashörner erweitert. Im Mai des gleichen Jahres wurden u. a. vier Delfine in den Tierpark aufgenommen. Der AZ-Park erntet sowohl negative Kritik als auch Reaktionen von Institutionen und Bürgern.

## Ausbaupläne
Die Ausbaupläne des Tierparks sehen zwei wesentliche Maßnahmen vor. In Dinosavropolis soll ein Museum über die Entstehung und das Zeitalter der Dinosaurier entstehen. Mit Okeanopolis soll schließlich ein Aquarium von internationalem Format entstehen.

## Besondere Tiere
Neben den seltenen Weißen Tigern hält der Tierpark auch Raubkatzen wie Jaguare, Luchse, Pumas und Löwen.
Auch Weißkopfseeadler oder Komodowarane gehören zum Bestand.

## Galerie

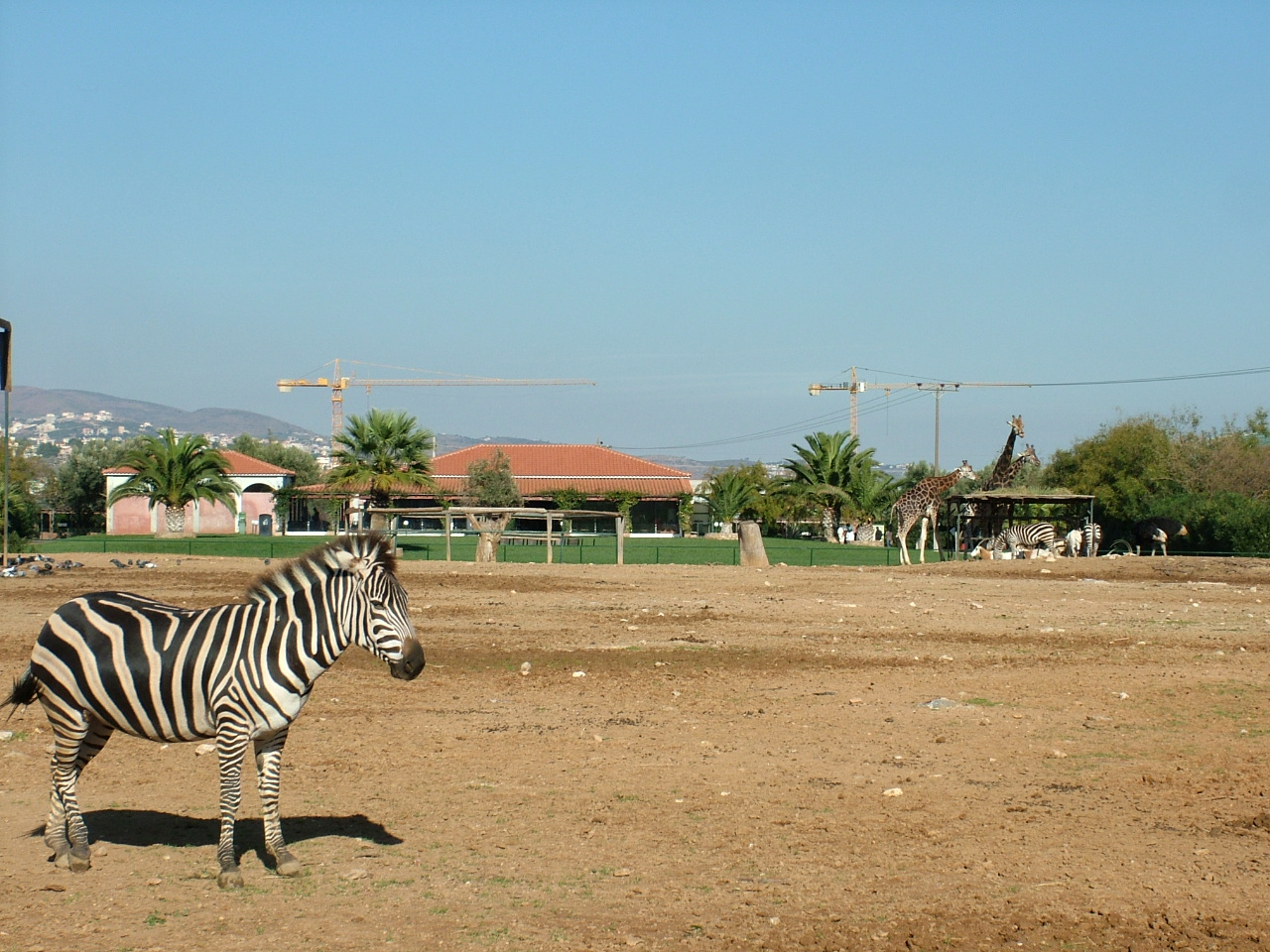
Zebra im Außengelände
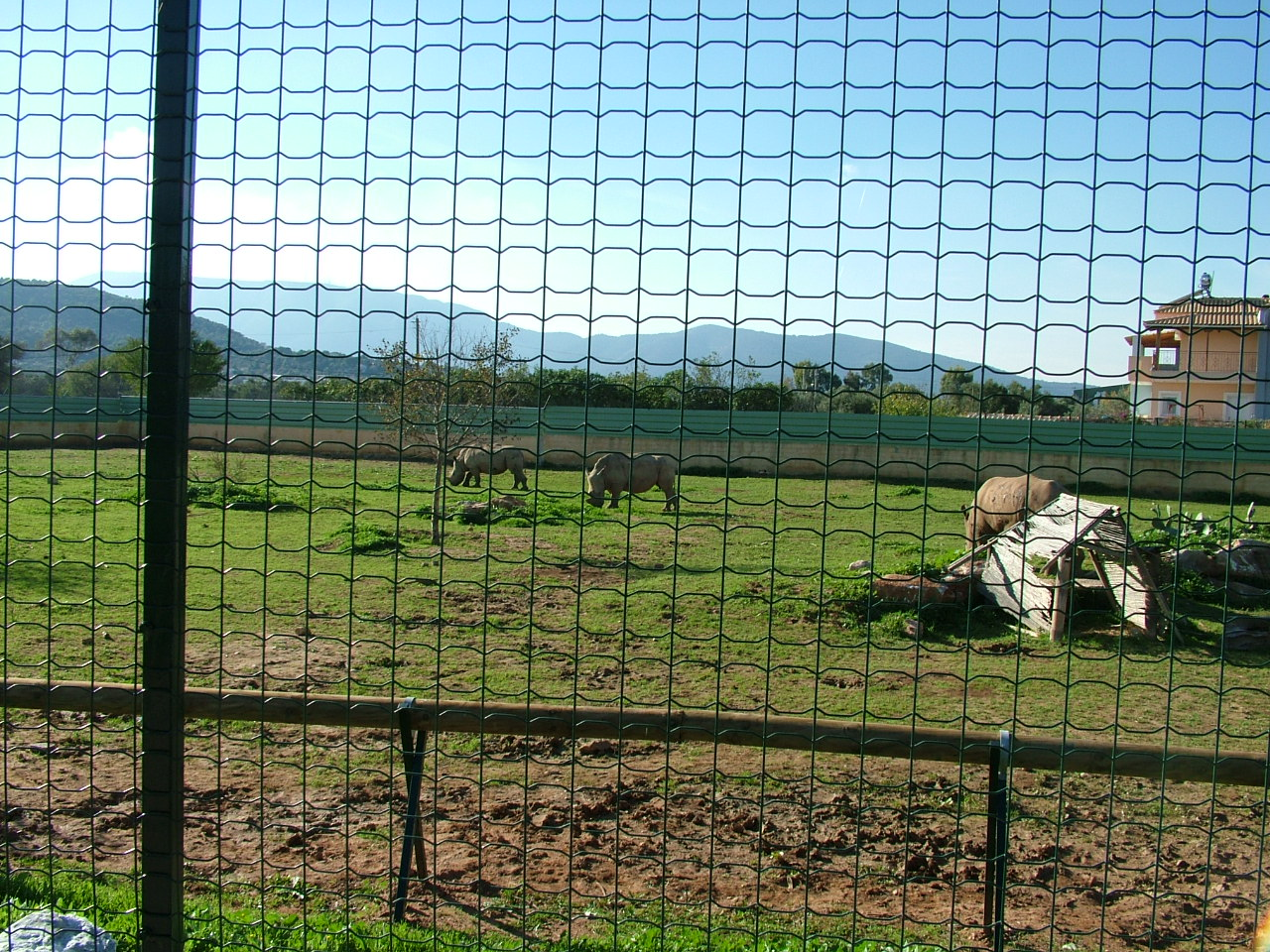
Nashörner
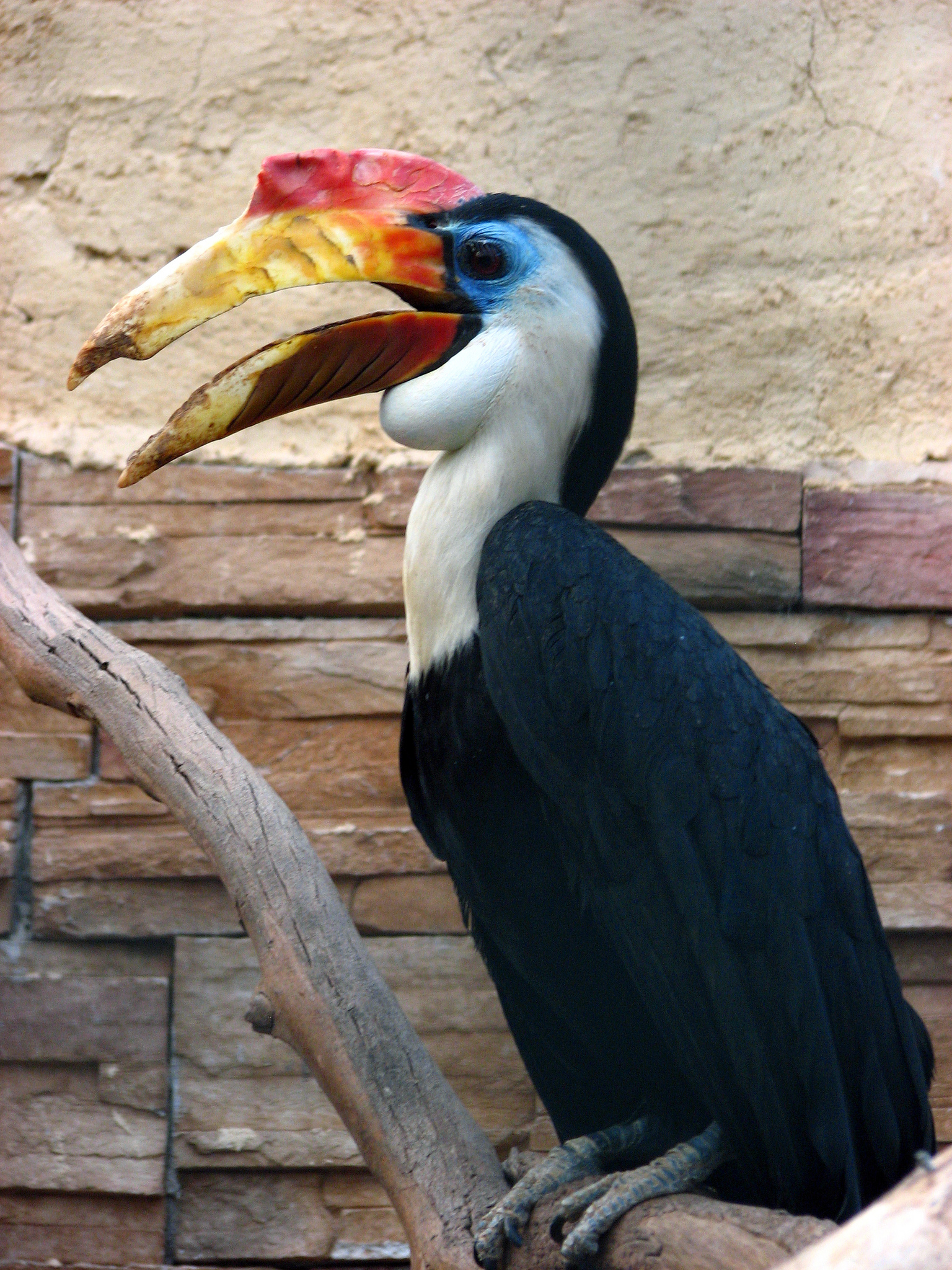
Runzelhornvogel
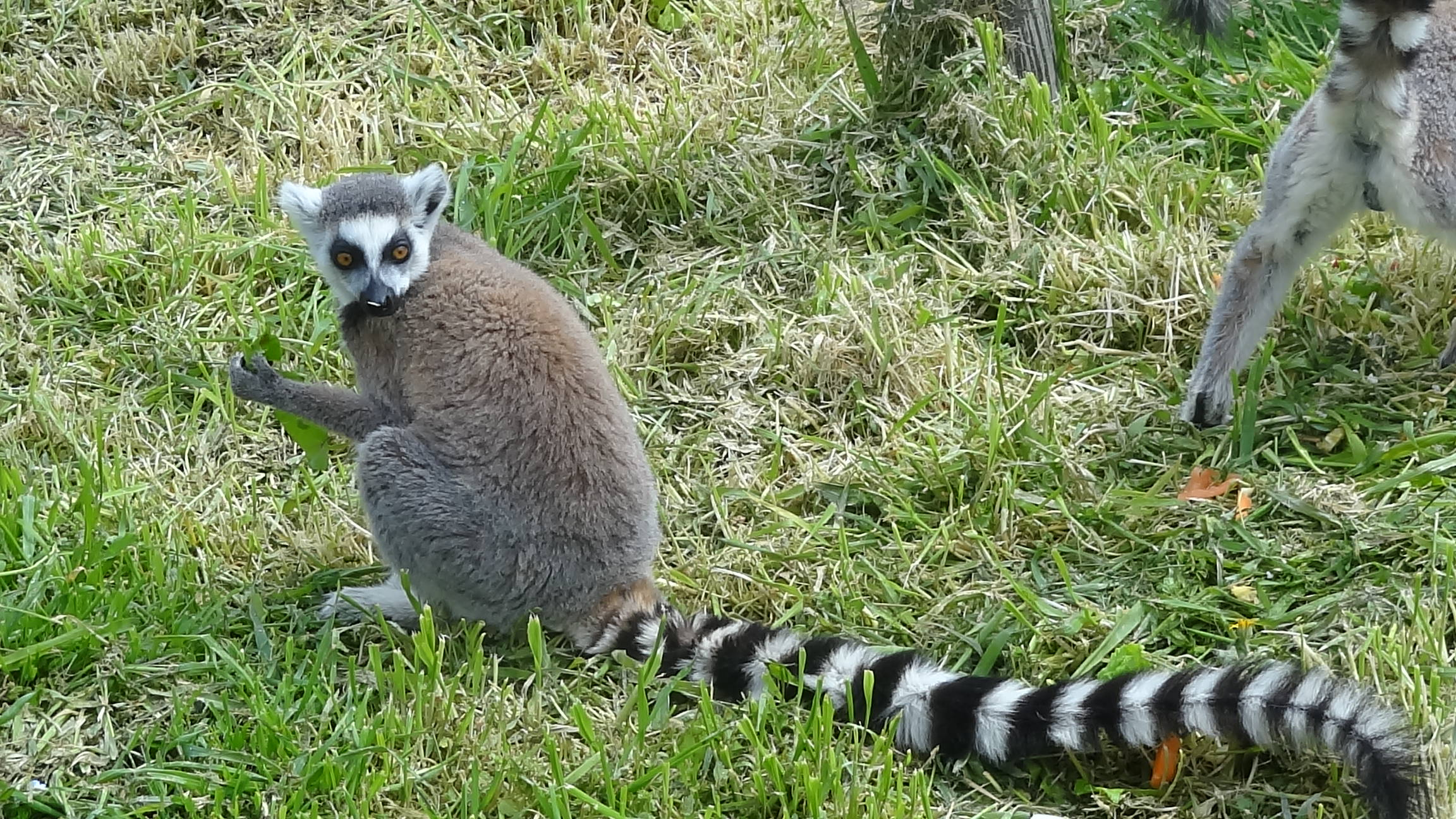
Lemuren
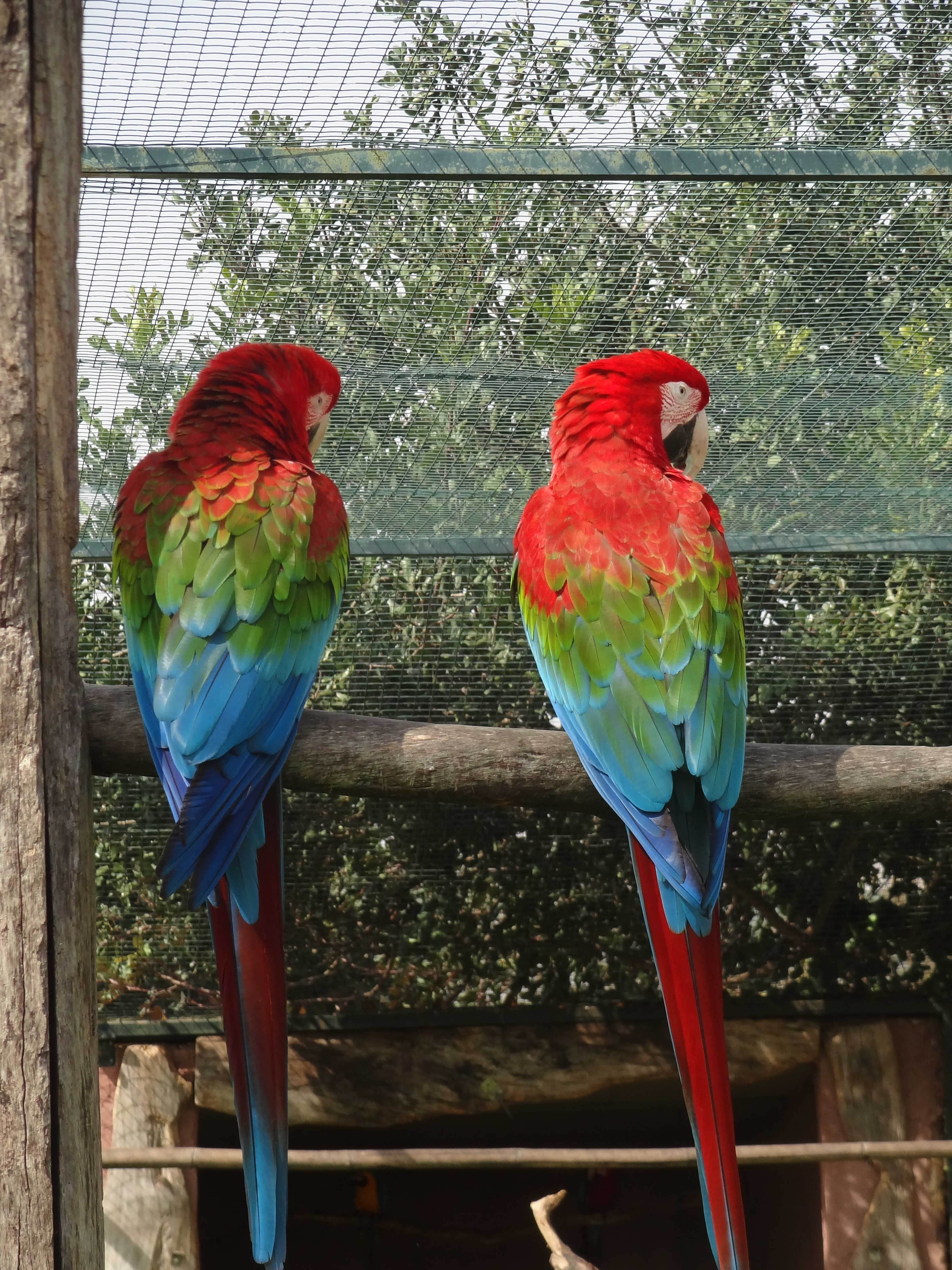
Aras